# Copa da Liga Escocesa 1950–51
A Copa da Liga Escocesa de 1950-51 foi a 5º edição do segundo mais importante torneio eliminatório do futebol da Escócia. O campeão foi o Motherwell F.C., que conquistou seu 1º título na história da competição ao vencer a final contra o Rangers F.C., pelo placar de 3 a 0.

## Premiação
| Copa da Liga Escocesa de 1950-51    |
| Escócia                             |
| ----------------------------------- |
| Motherwell F.C. Campeão (1º título) |